# Bogdan Załuski
Bogdan (Bohdan) Załuski (ur. 30 września 1924 w Prużanie, zm. 28 listopada 1977) – polski działacz państwowy, funkcjonariusz służb bezpieczeństwa, przewodniczący Prezydium Miejskiej Rady Narodowej w Białymstoku (1956–1958).

## Życiorys
Syn Adama i Rozalii. Od marca 1945 referent i starszy referent w Powiatowym Urzędzie Bezpieczeństwa Publicznego w Bochni. W 1946 został oficerem śledczym w sekcji II wydziału V Wojewódzkiego Urzędu Bezpieczeństwa Publicznego w Białymstoku, pełnił funkcję kierownika sekcji II i V w tym urzędzie. Doszedł do rangi porucznika. W latach 1951–1956 zajmował stanowiska kierownicze w ramach Wojewódzkiej Rady Narodowej w Białymstoku. Od października 1956 do wrzesnia 1958 zajmował stanowisko przewodniczącego Prezydium Miejskiej Rady Narodowej tamże. Działacz Polskiej Zjednoczonej Partii Robotniczej, w drugiej połowie lat 50. członek egzekutywy Komitetu Miejskiego PZPR w Białymstoku.
Został pochowany na cmentarzu miejskim przy ul. Wysockiego w Białymstoku.

## Odznaczenia
Dwukrotnie odznaczony Srebrnym Krzyżem Zasługi (po raz drugi w 1952).